# クリスティーナの好きなコト
『クリスティーナの好きなコト』（原題：The Sweetest Thing）は、2002年に制作されたアメリカ映画。監督はロジャー・カンブル。

## ストーリー
28歳のクリスティーナは「恋愛本？そんなもの私には必要ない、頼るだけ時間の無駄!」という主義のいわゆる「イケてる女」。親友のジェーンが失恋で落ち込んでいるのを吹っ飛ばす為に、コートニーと3人でクラブへ乗り込んだクリスティーナは、そこでピーターという男性に出会う。
いつもの軽い恋のお相手とは違うピーターにクリスティーナは戸惑いを隠せない。クリスティーナが初めて本当の恋をしていると察したコートニーは、クリスティーナを焚き付けてピーターの兄の結婚式へ連れ出す。珍道中の末、やっと到着した結婚式場で、実はピーターの兄ではなくピーター自身が花婿だったことを知ってしまう。ショックを受けたクリスティーナはあれほど馬鹿にしていた恋愛本を読んだり、クラブでいつもは鼻にもかけないような男を相手にしようとして逆に逃げられる始末。
一方ピーターは、クラブで出会ったクリスティーナに運命を感じ結婚に迷いを感じ始めていた。花嫁とピーターは神父の前でお互いが運命の相手ではないとはっきりと理解し、ギリギリで円満の結婚解消となる。クリスティーナを追ってやってきたピーターに素直になれないクリスティーナはピーターを突き放してしまう。しかし土壇場で素直になる事の大切さを知ったクリスティーナは、プライドを捨ててピーターへの愛を告白し、本当の恋を手に入れたのだった。

## キャスト
※括弧内は日本語吹替
- クリスティーナ・ウォルターズ - キャメロン・ディアス（沢海陽子）
- コートニー・ロックリフ - クリスティナ・アップルゲイト（日野由利加）
- ジェーン・バーンズ - セルマ・ブレア（湯屋敦子）
- ピーター・ドナヒュー - トーマス・ジェーン（宮本充）
- ロジャー・ドナヒュー - ジェイソン・ベイトマン（牛山茂）
- ジュディ・ウェッブ - パーカー・ポージー（茂呂田かおる）
- トッド - ジョニー・メスナー（郷田ほづみ）